# Basilika von El Cisne

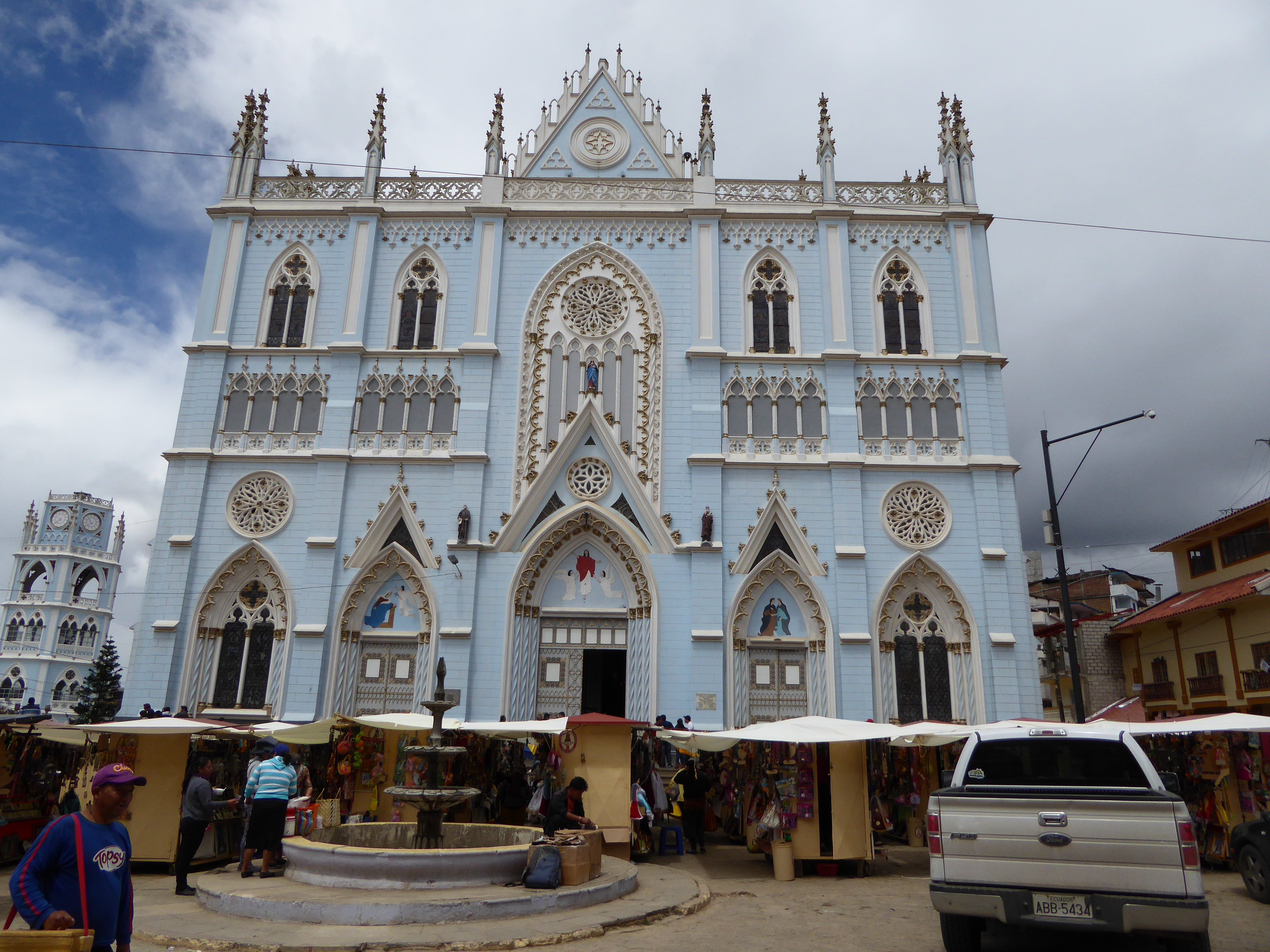
Fassade der Basilika

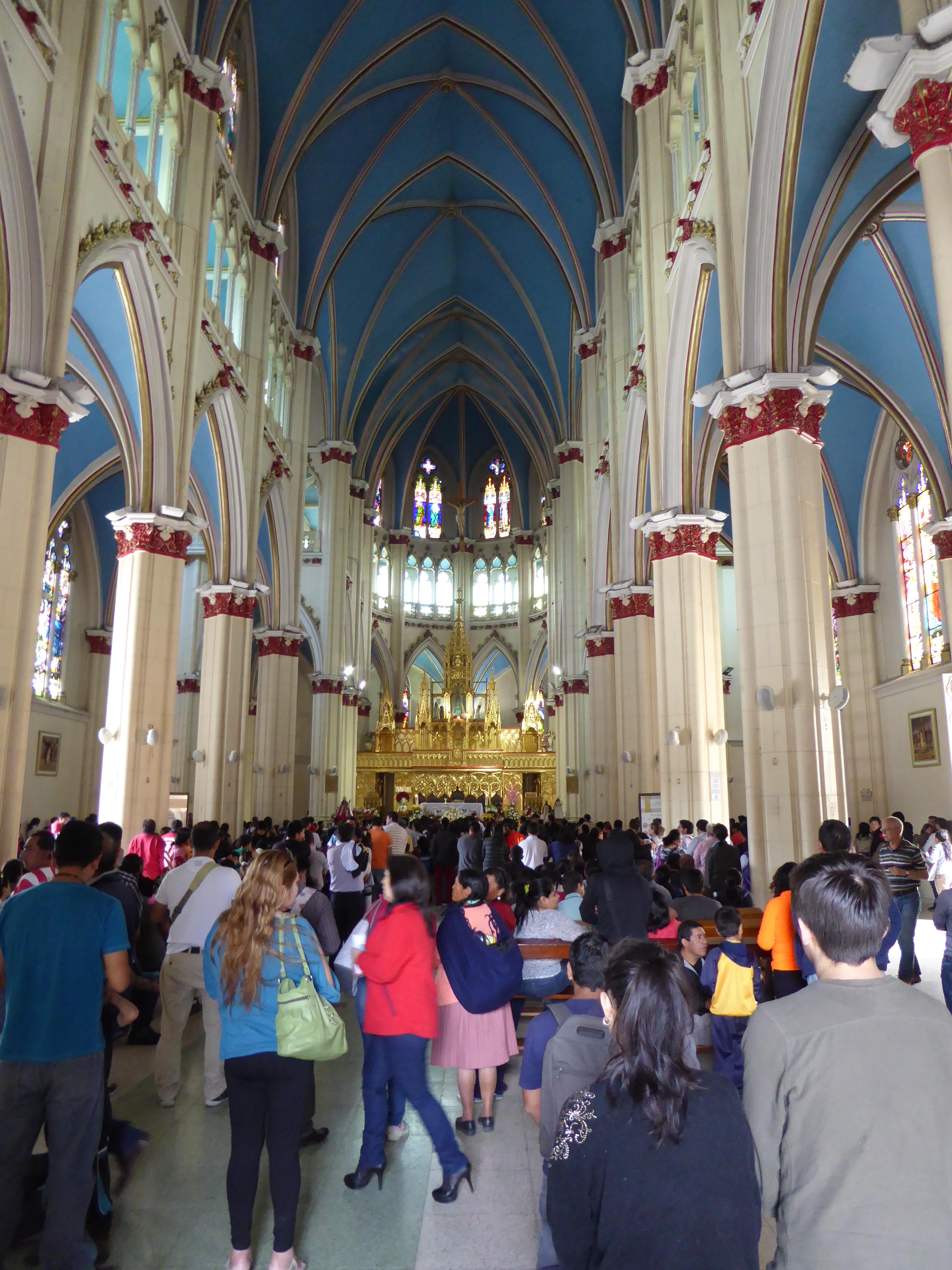
Innenraum der Basilika

Die Basilika Unserer Lieben Frau der Erhebung (spanisch Basílica de Nuestra Señora de la Elevación) ist eine römisch-katholische Kirche im Bergort El Cisne, Provinz Loja im Süden Ecuadors. Die Wallfahrtskirche des Nationalheiligtums Unserer Lieben Frau von Cisne im Bistum Loja trägt den Titel einer Basilica minor und ist der Gottesmutter Maria gewidmet. Die neugotische Kirche wurde in den 1930ern erbaut.

## Geschichte
1594 ließen die Einwohner der Region Chayalama in Quito durch den Spanier Diego de Robles eine Madonnenstatue als Reliquie anfertigen. Die Figur aus Zedernholz hat eine Größe von fast zwei Metern und ist farbenprächtig bemalt. Sie soll bei ihrer Ankunft in Cisne eine Dürre beendet haben. Um die Statue wurde ein Heiligtum angelegt, für das über die Jahrhunderte verschiedene Gebäude errichtet wurden. So soll in El Cisne 1742 eine Kirche nach dem Vorbild der Marienkirche in der Mark Brandenburg geschaffen worden sein.
Nach der kanonischen Krönung der Jungfrau von El Cisne am 8. September 1930 begann der Bau der neugotischen Kirche, die 1934 durch Ricardo Fernández fertiggestellt wurde. Das Nationalheiligtum wurde für die fünf Millionen Pilger pro Jahr später in vier Schritten ausgebaut. Papst Johannes Paul II. erhob die Kirche 1980 in den Rang einer Basilica minor. Die Wallfahrtsstätte wird von den Oblaten der Unbefleckten Jungfrau Maria betreut.

## Basilika
Die dreischiffige Basilika hat einen kreuzförmigen Grundriss, bei der die nach Norden weisende Hauptfassade die gleiche bedeutende Breite wie das Querschiff besitzt. Um den Chor mit seiner runden Apsis führt ein Umgang in Verlängerung der niedrigen Seitenschiffe. Die Madonnenstatue ist Mittelpunkt des Hauptaltars. Der Campanile steht abseits der Kirche.

## Wallfahrt
Als Höhepunkt des Jahres versammeln sich am 17. August Tausende von Pilgern in El Cisne, um in einer dreitägigen Prozession die Madonnenstatue nach Loja in die Kathedrale zu tragen, wo sie am 8. September im Mittelpunkt einer großen Feierlichkeit steht. Sie bleibt bis zum 3. November in der Kathedrale von Loja und wird dann nach El Cisne zurückgebracht.